# Johann von Uslar

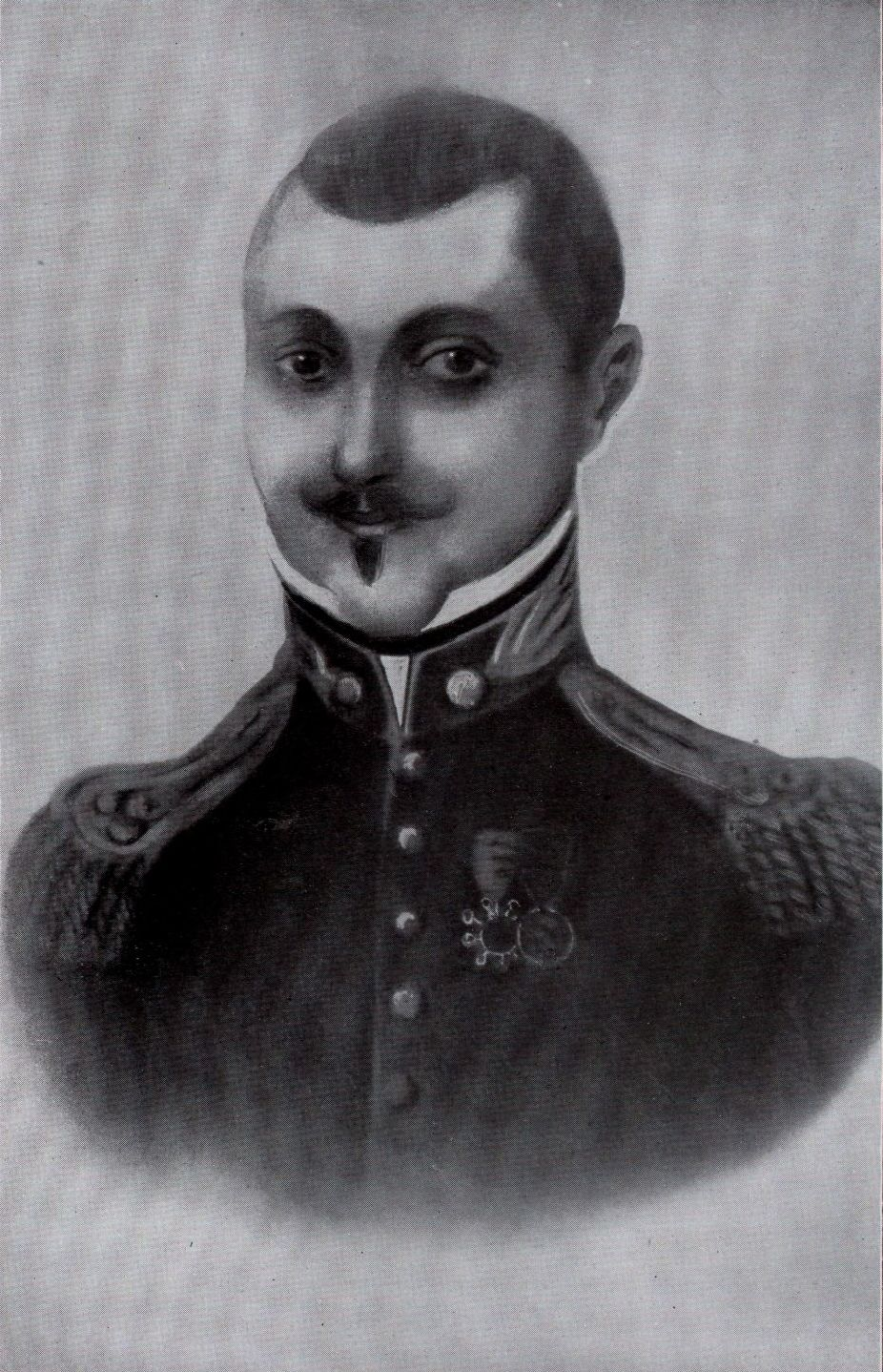
Johann von Uslar

Johann von Uslar (* 1779 in Loccum, Kurfürstentum Hannover; † 1. April 1866 in Valencia, Venezuela) war ein Oberst, Kommandeur der Gardegrenadiere Bolívars, Militärgouverneur und Kommandierender General der Republik Venezuela. Er war ein Vorfahre des venezolanischen Schriftstellers Arturo Uslar Pietri.

## Name
In Venezuela als „Juan Uslar“ (beispielsweise auf der Grabplatte im Pantéon Nacional zu Caracas) – in Schriften aus der Zeit auch „Uzlar“ – bezeichnet, zeigen sich auch in der deutschen Bezeichnung Unterschiede. Da die hiesige Adelsfamilie von Uslar ihn nicht als Familienmitglied identifizieren kann, ist der von BENCOMO gefundene Name „Johannes Uesseler“ recht wahrscheinlich.

## Leben

### Militärkarriere in Europa
Mit 14 Jahren schickten seine Eltern Johann von Uslar nach Windsor ans King’s College zur Ausbildung. Diese beendete er als Unterleutnant der Dragoner 1802. 1809 wurde er Leutnant bei der King’s German Legion und nahm in Portugal und Spanien an den Napoleonischen Kriegen teil. Bis 1813 blieb er in Spanien. Nach seiner Rückkehr nach England und einer Anstellung als Ordonnanzoffizier im Brüsseler Hauptquartier der Engländer, befand er sich unter den Truppen von Wellington am 18. Juni 1815 bei der Schlacht von Waterloo. Bei der nachfolgenden Demobilisierung der Streitkräfte wurde er ehrenvoll als Rittmeister oder Major entlassen.

### Ankunft in Venezuela
Im September 1818 kontaktierte er Luis Lopéz Mendez, den Simón Bolívar zur Anwerbung von Söldnern nach England gesandt hatte, und rekrutierte in London und ab November auch in Hamburg Freiwillige für die Armee Bolívars. Auf zwei Schiffen soll er 300 Mann von Hamburg aus verfrachtet haben. Am 4. April 1819 traf er in Juan Griego auf der Isla Margarita vor der venezolanischen Küste ein und war mit einer Abteilung von 150 hannoverschen Schützen General Rafael Urdaneta unterstellt, den Bolívar mit der Eingliederung der Söldner beauftragt hatte.
Mitte Juli bereits nahm er an Urdanetas Landeunternehmen mit der anschließenden Einnahme Barcelonas (Ostvenezuela) teil. Nur, weil er sich bei der Plünderung der Stadt durch die Briten mit seiner deutschen Schützenabteilung auf die Seite Urdanetas stellte, gelang es diesem, die Disziplin unter den Truppen wiederherzustellen. Der im August folgende Feldzug Urdanetas auf Cumaná musste trotz der Einnahme einer Artilleriestellung aufgegeben werden, weil die Spanier zu überlegen waren.

### In spanischer Gefangenschaft
Auf dem Rückweg nach Maturín erhielt von Uslar den Befehl, sich auf Margarita erneut um eintreffende Söldner zu kümmern. Auf dem Weg, bei der Überquerung der Bucht von Cariaco, wurde der Kutter, der ihn übersetzen sollte, von einem Kriegsschiff aufgebracht und von Uslar gefangen genommen. In La Victoria wurde ihm der Prozess gemacht und, weil er nicht überlaufen wollte, zum Tode verurteilt. Wegen seiner Verdienste gegen Napoleon in Spanien wandelte Pablo Morillo das Urteil in Zwangsarbeit in Valencia um. Über ein Jahr war von Uslar Kettensträfling im Straßenbau, bis er im Rahmen des Waffenstillstands von Santa Ana und der persönlichen Intervention Bolívars freigelassen wurde.

### Nach der Gefangenschaft
Im Frühjahr 1821 übernahm von Uslar das Bataillon Vencedores de Boyacá (Sieger von Boyacá), mit dem er in der Division von Ambrosio Plaza an der Zweiten Schlacht von Carabobo teilnahm. Im Zuge der Neustrukturierung der Großkolumbischen Armee im August desselben Jahres übertrug ihm Bolívar die Gardegrenadiere. Er beteiligte sich bis zu seinem Rückzug aus der Armee 1823 an der Vereitelung des Feldzugs von Francisco Tomás Morales mit José Antonio Paez bei Naguanagua im August 1822 und, wieder mit Paez, an den Belagerungen Puerto Cabellos. Grund für seinen Rücktritt war die Heirat mit María de los Dolores Hernández in Valencia. Von Uslars Verdienst ist in der Hauptsache die Schulung und Disziplinierung der Söldnertruppen, vor allem der Gardegrenadiere, die als disziplinierteste und qualifizierteste Einheit galt, weil er englisches und preußisches Reglement einführte.

### Nach dem Krieg
Für seinen Einsatz im Krieg wurde er mit einer Hacienda in heutigen Bundesstaat Carabobo und einer Obristenpension dotiert. 1832 erhielt er die Ehrenbürgerwürde und drei Jahre später wurde er eingebürgert. Aus den zahlreichen inneren Kämpfen und Aufständen Venezuelas der folgenden Jahre, verstand er es, sich herauszuhalten. 1842 unterstützte er die Vorbereitungen zur feierlichen Grablegung Bolívars in Caracas und 1845 war er Richter am obersten Militärgericht. 1848 – und bis 1856 noch einige Male – übernahm er den Posten des Militärgouverneurs in Valencia auf Bitten der Regierung. Dafür wurde er 1852 zum Brigadegeneral und 1854 zum Divisionsgeneral befördert. Für seine Lebensleistung wurde er 84-jährig, drei Jahre vor seinem Tod, kommandierender General der Venezolanischen Armee. Seit 1942 ruht er im Pantéon Nacional in Caracas.